# Gare de Zermatt
La gare de Zermatt est une gare suisse du canton du Valais. Elle dessert la ville de Zermatt, qui est une des plus grandes stations de ski d'Europe. Le trafic routier y est règlementé de manière drastique pour limiter la pollution, ce qui fait de la gare quasiment le seul accès à la ville.

## Desserte et situation ferroviaire
La gare marque le terminus de la ligne Brigue-Viège-Zermatt, reliée à Viège (gare CFF) et à Brigue (CFF et BLS).
La ville de Zermatt a décidé de limiter très fortement le trafic routier pour limiter la pollution et ainsi préserver la vue sur les montagnes environnantes. La plupart des véhicules se garent au parking de Täsch, une ville située plus bas dans la vallée, et les voyageurs finissent leur trajet en train. Une navette ferroviaire, cadencée à 20 minutes et avec un temps de trajet de 12 minutes, a été mise en place pour permettre un accès aisé à la ville.
Deux trains par heure relient Zermatt à Viège, dont un continue jusqu'à Fiesch. Le matin et le soir, ce train ne va que jusqu'à Brigue.

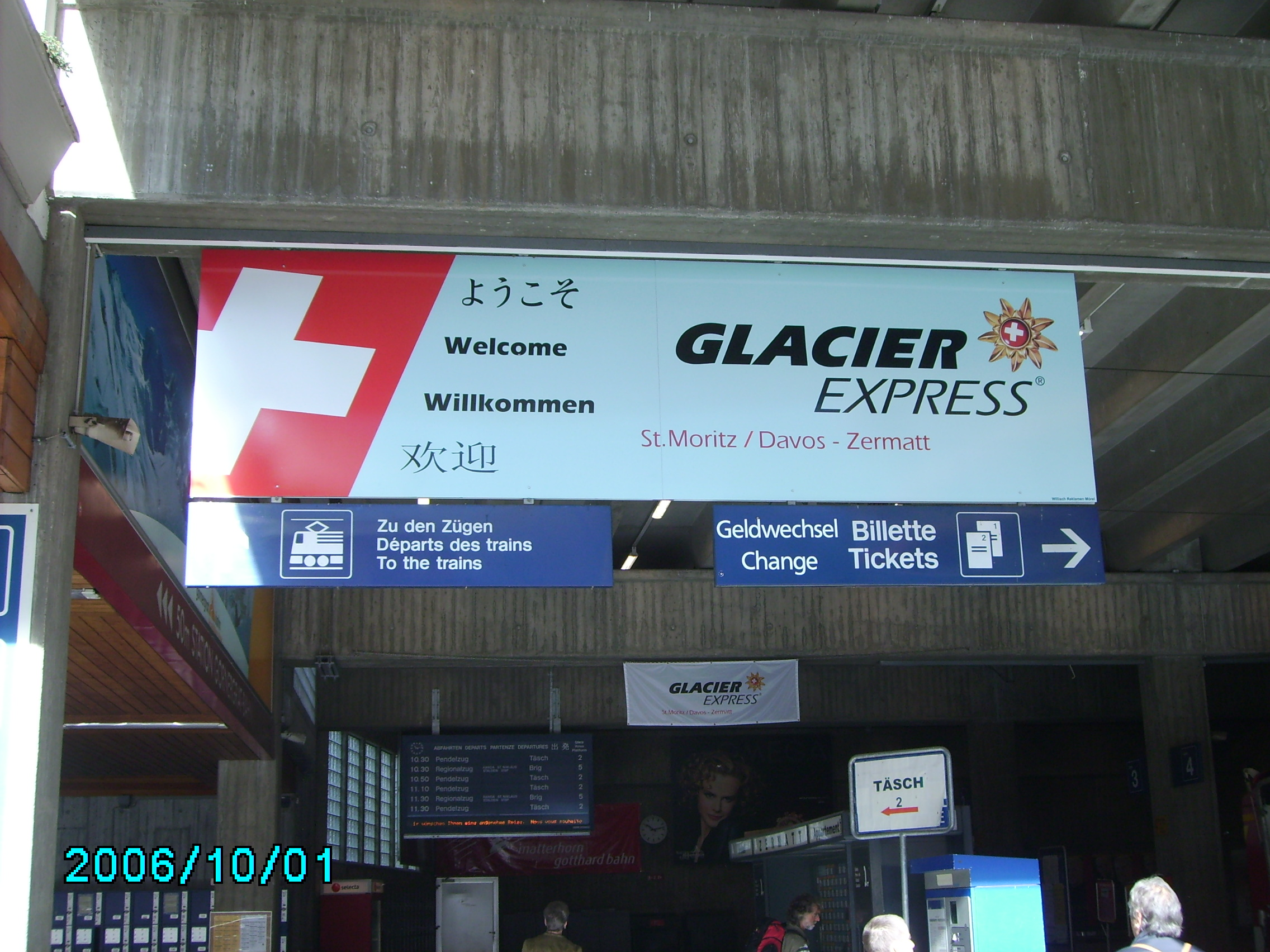
Panneau d'accueil pour le Glacier Express en gare de Zermatt

Zermatt est le point de départ du train touristique Glacier Express, qui dessert entre autres Brigue, Andermatt, Disentis/Mustér, Coire, Davos et Saint-Moritz. Ce train circule tous les jours, avec deux départs de Zermatt à 8:52 et 9:52, et deux arrivées à 17:10 et 18:10. De mai à octobre, deux autres trains par sens effectuent une partie seulement du trajet, dont un départ de Zermatt à 7:52 et une arrivée à 20:10, tous deux terminus Coire (l'autre train quotidien fait le trajet Brigue - Saint-Moritz et donc ne dessert pas Zermatt). Le Glacier Express est exploité par la MBG.
Près de la gare BVZ se trouve la gare du Gornergratbahn, qui relie le centre-ville au sommet du Gornergat, à 3 089 m. Pour ce faire, elle gravit 1 484 m en seulement 9,35 km, avec une pente moyenne de 16 % et un pente maximale de 20 %, ce qui n'est possible que grâce à sa crémaillère. Le trajet se fait en 34 minutes et la ligne est cadencée à 24 minutes pendant une bonne partie de la journée.

## Histoire
La ligne entre Viège et Zermatt est inaugurée le 18 juillet 1891. La ligne du Gornergrat a quant à elle été mise en service en 1898.
Le 1er janvier 2003, la compagnie BVZ (Brig-Visp-Zermatt Bahn), qui exploitait jusque là la ligne de Zermatt, fusionne avec la Furka-Oberalp Bahn, ce qui a donné la MBG (Matterhorn-Gotthard Bahn), qui exploite désormais la gare et la ligne.